# Raphaël Dallaporta
Raphaël Dallaporta est un photographe français, né le 27 septembre 1980 à Dourdan. Il est lauréat du Prix Niépce Gens d'images en 2019.

## Biographie
Raphaël Dallaporta est exposé en 2004 et 2006 aux Rencontres d'Arles, France.
Il est lauréat en 2010 du Jeune photographe aux ICP Infinity Award.
Le musée Nicéphore-Niépce présente en 2012 l'exposition « Observation ».
En 2014-2015, il est pensionnaire de la Villa Médicis à Rome.
En 2019, il est lauréat du prix Niépce.

## Œuvre
Une série de Raphaël Dallaporta représente des mines antipersonnel photographiées en gros plan et accompagnée d'une notice technique (fabrication, pays d'origine, fonctionnement). Cette série a été exposée lors du festival Nicéphore + 170 et à la Maison européenne de la photographie en 2010.
Certaines de ses photographies font partie des collections du musée de l'Élysée de Lausanne,
du Fonds national d'art contemporain (FNAC) et de la Maison européenne de la photographie à Paris.
En 2022, il est un des lauréats de la commande nationale photographique "IMAGE 3.0" du Cnap, en partenariat avec le Jeu de Paume à Paris.

## Publication
- Chauvet – Pont-d’Arc, L’inappropriable, Éditions Xavier Barral, 2016,  (ISBN 2365110959)